# Miralem Fazlić
Miralem Fazlić (Tuzla, 10 giugno 1945) è un calciatore jugoslavo, di ruolo difensore.

## Biografia
Nato a Tuzla, nella Repubblica Socialista di Bosnia ed Erzegovina, dopo il ritiro dall'attività agonistica si stabilì a Cirquenizza, città di provenienza della moglie Jadranka.

## Carriera
Inizia la carriera agonistica nello Sloboda Tuzla, con cui vince il girone nord e poi i playoff promozione nella Druga Liga 1968-1969, ottenendo così con i suoi la promozione nella massima serie jugoslava. Ottenuta la promozione nella Prva Liga, vi gioca per cinque stagioni, tutte con il club di Tuzla, ottenendo come miglior piazzamento il sesto posto nel campionato 1972-1973.
Nel 1974 si sposta in Canada, in forza al Toronto Croatia, squadra della National Soccer League, con cui vince l'edizione 1974.
Nel 1975 il Croatia si fuse con la franchigia della North American Soccer League Toronto Metros, in profonda crisi economica, dando origine ai Toronto Metros-Croatia e Fazlić fece parte della nuova franchigia.
Dopo aver raggiunto i quarti di finale nella stagione 1975 con i canadesi, nel corso del campionato seguente passa agli statunitensi del Rochester Lancers, sempre nella NASL. Vi militerà sino alla stagione 1979, ottenendo come miglior piazzamento il raggiungimento delle semifinali dei playoff per il titolo, perse contro i futuri campioni del N.Y. Cosmos.
Nel 1975, durante la sua militanza con i Metros-Croatia, fu brevemente prestato ai Cosmos di New York per disputare alcuni incontri amichevoli.
Tra il 1978 e 1979 giocò anche nei tornei di indoor soccer statunitensi con i New York Arrows, con cui vince la Major Indoor Soccer League 1978-1979.

## Palmarès

### Calcio
- NSL: 1

Toronto Croatia: 1971

### Calcio indoor
- MISL: 1

New York Arrows: 1978-1979